# Brent Symonette

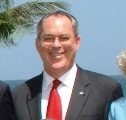

Theodore Brent Symonette (* 2. Dezember 1954 in Nassau) ist ein Politiker von den Bahamas.

## Biografie
Symonette absolvierte nach dem Besuch der St. Andrew’s School in Nassau ein Studium der Rechtswissenschaften an der Leys School der University of Cambridge sowie der Brunel University in Uxbridge und war nach der Zulassung als Rechtsanwalt (Barrister-at-Law) tätig. Darüber hinaus war er Gründer einer Grundstücksvermittlung.
Seine politische Laufbahn begann 1987, als er auf Vorschlag des Oppositionsführers seiner Partei, des Free National Movement, Cecil Wallace-Whitfield, zum Mitglied des Senats ernannt wurde. 1992 wurde er von seinem Parteifreund, Premierminister Hubert Ingraham, wieder zum Senator vorgeschlagen und von Generalgouverneur Sir Clifford Darling anschließend ernannt.
In den früheren Regierungen von Premierminister Ingraham war er zwischen August 1992 und Mai 2002 unter anderem Generalstaatsanwalt, Tourismusminister sowie Vorsitzender der Nassau International Airport Authority. Als Vorsitzender der Hotel Corporation of the Bahamas war er darüber maßgeblich an den Verhandlungen beteiligt, die letztlich zum Bau des Atlantis Hotel sowie dazugehöriger Resorts führte.
2002 wurde als Vertreter des FNM zum Abgeordneten des Versammlungshauses gewählt, wo er seitdem den Wahlkreis von St Anne's vertritt. Er gehört damit zu den wenigen weißen Abgeordneten des Parlaments.
Nach dem Sieg des FNM bei den Wahlen von Mai 2007 wurde er am 4. Mai 2007 vom neuen Premierminister Ingraham zum Stellvertretenden Premierminister sowie zum Außenminister und Minister für Einwanderung ernannt. Zugleich ist er Stellvertretender Vorsitzender des FNM.
Nach der Niederlage des FNM bei den Wahlen vom 7. Mai 2012 verlor er seine Regierungsämter. Sein Nachfolger als Außenminister wurde Fred Mitchell von der Progressive Liberal Party.
Brent Symonette ist der jüngste Sohn des späteren Premierministers der Bahamas, Roland Symonette, sowie Halbbruder des früheren Sprechers (Speaker) des House of Assembly, Robert Symonette.